# Paalworm

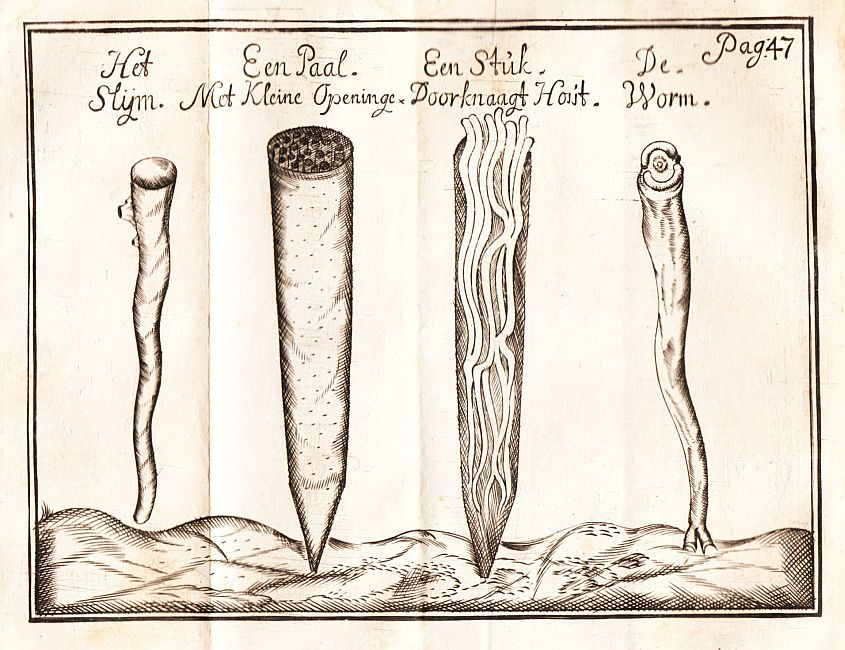
De gevreesde paalworm volgens een pamflet uit 1733

De paalworm (Teredo navalis) is een in zee levend tweekleppig weekdier uit de familie Teredinidae.

## Kenmerken
Paalwormen hebben een langgerekt wormvormig lichaam dat slechts deels door de schelp wordt bedekt. Bijzonder is dat de schelp twee sifons telt. Vorm en sculptuur van de schelp zijn volledig aangepast aan een borende levenswijze. De gangwanden zijn met kalk bedekt ter bescherming van het niet door de schelp bedekte deel van het lichaam. Omdat het hele dier een hele gang bewoont kunnen gangen, in tegenstelling tot bij andere borende tweekleppigen, elkaar niet kruisen: gangen van verschillende dieren ontwijken andere gangen.
Aan het eind van het lichaam bevinden zich twee accessorische schelpstukken die bij paalwormen paletten worden genoemd. De vorm van de paletten is vaak een goed determinatiekenmerk.

### Boormossels
Bepaalde boormossels zoals Xylophaga dorsalis hebben een op paalwormen lijkende schelp en een vergelijkbare levenswijze. Bij Xylophala bedekt de schelp echter bijna het gehele dier, het lichaam is niet wormvormig ontwikkeld en paletten ontbreken. Doordat Xylophaga-soorten slechts in het voorste deel van de geboorde gang leeft, kan de gang dwars door oudere gangen geboord zijn. De gangwand is ook niet met kalk bedekt.

## Levenswijze
Zoals bijna alle mariene tweekleppigen hebben paalwormen een vrijzwemmende veligerlarve. Als de schelp van de larve te zwaar wordt dan zet het dier zich op het substraat vast. Als dit geschikt is begint de borende levenswijze. Volwassen dieren leven borend in een matig hard substraat van plantaardige oorsprong zoals dood hout en veen.
Tot voor kort waren biologen van oordeel dat de paalworm het hout niet eet, maar alleen als schuilplaats gebruikt. Via de opening van het geboorde gat zuigt het dier zeewater naar binnen, waaruit hij voedseldeeltjes filtert. Volgens nieuwere inzichten leeft de paalworm in symbiose met bepaalde bacteriën die cellulose kunnen verteren en zou een deel van de voeding langs deze weg worden verkregen. Naarmate de paalworm groeit (hij kan enkele tientallen centimeters lang worden), wordt de gang verder uitgeboord waardoor deze langer wordt. De wanden van de boorgang worden met een kalklaagje bedekt.

## Exoot
Lange tijd heeft men aangenomen dat de paalworm afkomstig was uit Oost-Azië en met schepen onbedoeld was geïmporteerd; dan zou het dus om een exoot gaan. Latere onderzoekers hebben echter vastgesteld dat de paalworm ook pelagisch kan leven en gaan ervan uit dat de soort destijds ook in de Noordzee voorkwam, mede door gevonden fossiele resten. Toegenomen scheepvaart na de Middeleeuwen zou dan het dier in Europa de kans hebben gegeven zich verder te verspreiden. Een van de hypotheses is dat, omdat de paalworm slecht tegen koude kan, deze gedurende de kleine ijstijd (ruwweg van 1530 tot 1650) hier nauwelijks voorkwam en daarna zich weer kon verspreiden. Na de extreem koude winter van 1739-1740 was er ook aanzienlijk minder schade aan de houten palen.  

## Schade aan dijken en schepen
In Nederland werden omstreeks 1730 paalwormen aangetroffen en toenmalige houten dijkbeschoeiingen ernstig aangetast. Om overstromingsrampen te voorkomen, moest men deze dijkbeschoeiingen door zware stenen vervangen. Hetzelfde probleem deed zich voor bij de krebbingen van wierdijken. Een van de eerste gedetailleerde beschrijvingen van de paalworm, inclusief een goede tekening en een beschrijving van de wijze van leven van een paalworm is gemaakt door Zacharias l’Epie in 1743, in deel 2 van het boek staat een gedetailleerde beschrijving.
De paalworm vormde ook een ernstige bedreiging voor houten schepen. De schepen kregen een tweede huid van grenenhout, die na aangetast te zijn, afgenomen kon worden. Als extra bescherming werden tussen de eiken- en grenenhouten romp koeienhuiden gestopt. In 1682 werd de schade nog als een voordeel beschreven in de akte die de grondslag voor de kolonie Suriname legde. Het leverde immers de scheepswerven in het moederland een hoop werk op. Maar in 1745 verzuchtte gouverneur Mauricius dat de wormen 'een ware ramp' waren.
Een andere optie was om de scheepshuid te bekleden met koper. Het eerste gedocumenteerde gebruik hiervan was een proef van de Britse Marine met HMS Alarm, welk schip in 1761 voorzien werd van en beplating voorafgaand aan een reis van twee jaar. In een brief van de Navy Board aan de Admiraliteit wordt geschreven: "that so long as copper plates can be kept upon the bottom, the planks will be thereby entirely secured from the effects of the worm."

## Galerij

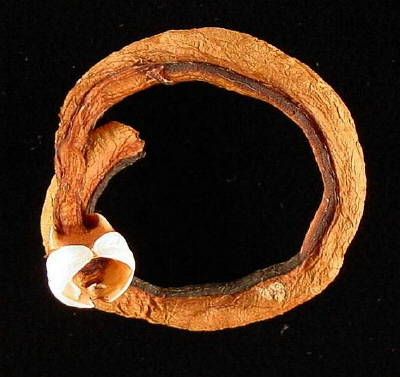
Een geconserveerd en gedroogd exemplaar waaraan de lengte van het dier ten opzichte van de schelp zichtbaar is
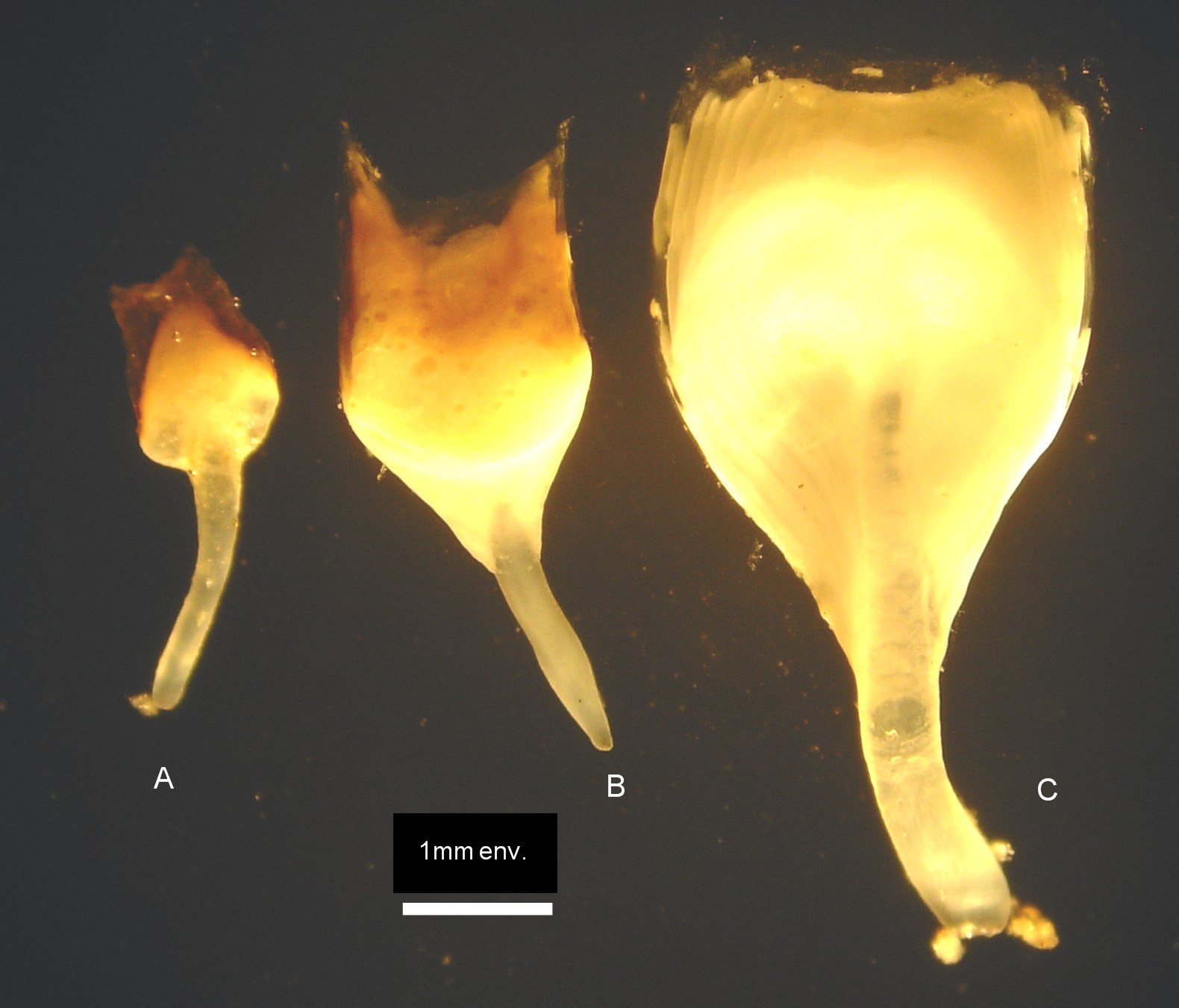
Paletten van drie soorten paalwormen: links, Lyrodus pedicellatus; midden, Teredo navalis; rechts, Nototeredo norvegica
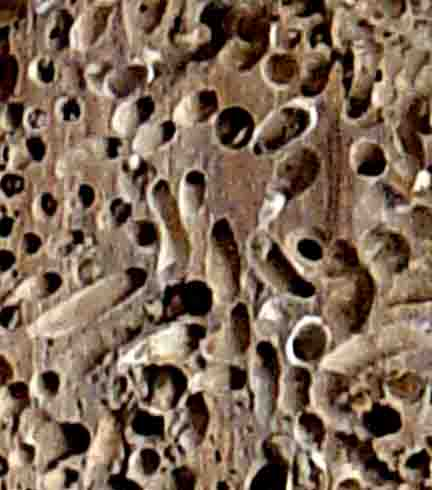
Hout met paalwormgangen